# Shinozuka Ippei
Shinozuka Ippei hoặc Ippey Sinodzuka (篠塚 一平, tiếng Nga: Иппэй Синодзука; sinh ngày 20 tháng 3 năm 1995) là một cầu thủ bóng đá người Nhật Bản-Nga cho câu lạc bộ Nhật Bản Yokohama F. Marinos.

## Đời sống cá nhân
Bố của anh là người Nhật Bản, mẹ anh là người Nga. Anh chuyển từ Tokyo đến Nga lúc 16 tuổi.

## Sự nghiệp câu lạc bộ
Anh ra mắt ở Russian Professional Football League cho FC Spartak-2 Moscow ngày 4 tháng 8 năm 2013 trong trận đấu trước FC Avangard Kursk.
Anh rời Spartak khi hợp đồng hết hạn vào tháng 6 năm 2017.

## Thống kê câu lạc bộ
Cập nhật đến ngày 2 tháng 1 năm 2018.
| Thành tích câu lạc bộ | Thành tích câu lạc bộ | Thành tích câu lạc bộ | Giải vô địch | Giải vô địch | Cúp                   | Cúp                   | Cúp Liên đoàn | Cúp Liên đoàn | Tổng cộng | Tổng cộng |
| Mùa giải              | Câu lạc bộ            | Giải vô địch          | Số trận      | Bàn thắng    | Số trận               | Bàn thắng             | Số trận       | Bàn thắng     | Số trận   | Bàn thắng |
| Nhật Bản              | Nhật Bản              | Nhật Bản              | Giải vô địch | Giải vô địch | Cúp Hoàng đế Nhật Bản | Cúp Hoàng đế Nhật Bản | J.League Cup  | J.League Cup  | Tổng cộng | Tổng cộng |
| --------------------- | --------------------- | --------------------- | ------------ | ------------ | --------------------- | --------------------- | ------------- | ------------- | --------- | --------- |
| 2017                  | Yokohama F. Marinos   | J1                    | 6            | 1            | 0                     | 0                     | 0             | 0             | 6         | 1         |
| 2018                  | Yokohama F. Marinos   | J1                    | 0            | 0            | 0                     | 0                     | 0             | 0             | 0         | 0         |
| Tổng                  | Tổng                  | Tổng                  | 6            | 1            | 0                     | 0                     | 0             | 0             | 6         | 1         |